# Albanesi in Bosnia ed Erzegovina
Gli albanesi della Bosnia ed Erzegovina (in albanese Shqiptarët në Bosnje dhe Hersegovine) sono persone di ascendenza ed eredità albanese che abitano in Bosnia ed Erzegovina.
Sono una minoranza nazionale riconosciuta dalla Costituzione della Bosnia ed Erzegovina e dalla legge sulla protezione delle minoranze nazionali del 2003.
Gli albanesi sono giunti in Bosnia in vari periodi storici. Durante il periodo ottomano molti vennero a lavorare o governare come pascià, e in tempi moderni sono venuti come lavoratori stagionali, rifugiati di guerra o sportivi. Molte persone discendenti da precedenti ondate di migrazione albanese portano cognomi di origine linguisticamente albanese, ma non parlano la lingua e non sono considerati albanesi, quindi il numero di 2800 sembra inferiore al previsto.

## Storia

### Dominio ottomano
Gli albanesi si stabilirono per la prima volta in Bosnia ed Erzegovina al tempo del dominio ottomano, soprattutto per ragioni economiche, politiche e sociali. La maggior parte di loro proveniva dal nord dell'Albania. In Bosnia ed Erzegovina vissero come pastori, agricoltori, artigiani, guardie di frontiera e presto si assimilarono alla gente del posto. Molti giovani albanesi sposarono donne bosniache e così si unirono ai popoli della Bosnia ed Erzegovina. Gli uomini non tornarono in patria e si costruirono una nuova vita in Bosnia. Ciò è confermato anche dalla memoria registrata nel nome del Monte Koritnik della tragedia: gli abitanti della regione di Kukes seguirono i Gurbit fino a Koritnik e si separarono dai loro parenti in lutto, poi proseguirono per Prizren.

### Dominio asburgico
Con l'arrivo degli austro-ungarici il numero degli albanesi diminuì, a causa di un'ulteriore migrazione verso il resto d'Europa, dove potevano giungere più facilmente. Pertanto, nel censimento del 1910, sono stati registrati solo 273 residenti in Bosnia ed Erzegovina di lingua albanese.

### Regno di Jugoslavia
Durante il tempo della prima e soprattutto della seconda Jugoslavia, ancora una volta un gran numero di albanesi, a causa delle difficili condizioni di vita nei paesi in cui vivevano (Albania, Kosovo, Montenegro, Macedonia), si stabilirono in Bosnia ed Erzegovina, principalmente nelle città di Sarajevo, Tuzla, Zenica, Banja Luka, Doboj, Brčko, Bijeljina, Mostar e Trebinje. Nel 1930 il numero di albanesi in Bosnia ed Erzegovina era quasi quadruplicato e, secondo il censimento del 1991, c'erano circa 5.000 albanesi in Bosnia ed Erzegovina. Gli allora emigrati albanesi in Bosnia ed Erzegovina erano principalmente impegnati nella produzione di prodotti da forno, dolciumi, gioielli e altri mestieri artigianali.

### Jugoslavia socialista e guerra in Bosnia ed Erzegovina
La maggior parte degli albanesi viveva tradizionalmente a Sarajevo. Tra il 1970 e il 1981 a Sarajevo c'era una scuola elementare in albanese, la scuola "Bane Šurbat" a Grbavica. Durante l'assedio di Sarajevo, un gran numero di albanesi fuggì da Sarajevo, in gran parte a causa delle minacce di Ratko Mladić, con messaggi spesso trasmessi in televisione che nessun albanese avrebbe lasciato Sarajevo vivo.

## Demografia
Secondo il censimento del 1910 c'erano 273 persone di lingua albanese del gruppo Arbanasi in Bosnia ed Erzegovina.
Nel censimento bosniaco del 2013 sono stati registrati 2.656 albanesi abitanti in Bosnia, con altre 150 persone che si sono dichiarate shqiptar, kosovari, illirico-albanese, bosniaco-albanese ecc. Per un totale di 2.806 persone, pari allo 0,08% della popolazione totale. Il maggior gruppo religioso tra gli albanesi era quello dei musulmani.